# Helicopacris
Helicopacris is een geslacht van rechtvleugeligen uit de familie Romaleidae. De wetenschappelijke naam van dit geslacht is voor het eerst geldig gepubliceerd in 1978 door Descamps.

## Soorten
Het geslacht Helicopacris omvat de volgende soorten:
- Helicopacris christophei Descamps, 1978
- Helicopacris luteomaculata Descamps, 1978
- Helicopacris modesta Bruner, 1922
- Helicopacris nigricornis Descamps, 1978
- Helicopacris relicta Descamps, 1978
- Helicopacris tachirae Descamps, 1978
- Helicopacris viridans Descamps, 1978
- Helicopacris viridior Descamps, 1978